# 踊らん哉
『踊らん哉』（おどらんかな、Shall We Dance）は1937年のアメリカ合衆国のミュージカル映画。
フレッド・アステアとジンジャー・ロジャースのコンビによる全10作の7作目となるロマンティック・コメディ。監督はマーク・サンドリッチ、RKO製作。
劇中でアステアが歌った「誰にも奪えぬこの想い」が第10回アカデミー賞の歌曲賞にノミネートされた（受賞はならず）。日本でのテレビ放送の際には『今宵二人で』のタイトルが使われたことがある。

## キャスト
- ペトロフ/ピーター・ピーターズ: フレッド・アステア - パリの有名バレエダンサー。アメリカ人。
- リンダ・キーン: ジンジャー・ロジャース - ミュージカル・スター。
- ジェフリー・ベアード: エドワード・エヴェレット・ホートン（英語版） - ペトロフのマネージャー。
- セシル・フリントリッジ: エリック・ブロア - ホテルのフロアマネージャー。
- アーサー・ミラー: ジェローム・コーワン - リンダのマネージャー。
- レディ・デニース・タリントン: ケティ・ガリアン（英語版） - ペトロフの元恋人。
- ジム・モンゴメリー: ウィリアム・ブリスベーン - リンダの大金持ちの婚約者。

## 作品の評価
Rotten Tomatoesによれば、9件の評論のうち高評価は89%にあたる8件で、平均点は10点満点中7.03点となっている。